# Ioan Selejan
Ioan Selejan (n. 14 noiembrie 1951, Petrani, Bihor) este un cleric ortodox român, primul episcop al Episcopiei Covasnei și Harghitei, funcție pe care a ocupat-o între 1994-2014. În prezent este  arhiepiscop al Timișoarei și mitropolit al Banatului. Instalarea sa în noua funcție a avut loc duminică, 28 decembrie 2014, în Catedrala Mitropolitană din Timișoara.

## Studii și stagiu militar
Ioan Selejan a absolvit Școala Tehnică de Construcții (în prezent Colegiul Tehnic Constantin Brâncuși) din Oradea în anul 1971. A efectuat apoi stagiul militar la Timișoara, UM 01556 Lugoj și într-o locație neprecizată. A urmat apoi Facultatea de Instalații și Automatizări din București, pe care a absolvit-o în 1976. După intrarea la Mănăstirea Lainici în 1980, a urmat Seminarul Teologic din Craiova, pe care l-a absolvit în 1986. Studiile teologice le-a absolvit la Facultatea de Teologie Ortodoxă din Sibiu, în promoția 1990. În perioada 1991-1994 s-a aflat la Institutul Biblic din Ierusalim, unde a obținut doctoratul în științe biblice, egiptologie și orientalistică.

## Cariera ecleziastică
În anul 1980 și-a început viața monahală la Mănăstirea Lainici, județul Gorj, unde a fost hirotonit diacon în 6 august 1990. Ca inginer a condus lucrările de construcție a noii biserici a mănăstirii.
A fost hirotonit preot la Mănăstirea Tismana în 15 august 1990. Între 1990-1994 a fost starețul Mănăstirii Lainici.
În anul 1994 a fost arhimandrit și superior al Așezămintelor Românești de la Ierusalim.
În 9 iulie 1994 a fost ales episcop al Covasnei și Harghitei, la recomandarea mitropolitului Antonie Plămădeală, care l-a hirotonit episcop la Mănăstirea Toplița din județul Harghita în 20 iulie 1994. În 25 septembrie 1994 a fost instalat episcop al Covasnei și Harghitei, la Miercurea Ciuc.
La începutul anului 1999 a intermediat „Pacea de la Cozia”, acordul dintre minerii lui Miron Cozma și guvernul Radu Vasile, acord care a pus capăt Mineriadei din ianuarie 1999.
Pe 12 septembrie 2007 a fost unul din cei trei candidați la scaunul patriarhal al Bisericii Ortodoxe Române. Pe 23 februarie 2008 sinodul mitropolitan ortodox de la Iași l-a desemnat drept candidat pentru funcția de mitropolit al Moldovei și Bucovinei. La alegerile din data de 5 martie 2008 a fost preferat Teofan Savu, până atunci arhiepiscop al Craiovei și mitropolit al Olteniei.
În ședința Sfântului Sinod al BOR din iunie 2009 episcopului Ioan Selejan i-a fost acordat titlul de arhiepiscop onorific.
În 16 decembrie 2014 a fost ales arhiepiscop al Timișoarei și mitropolit al Banatului.

## Distincții
A fost decorat în decembrie 2000 cu Ordinul național Serviciul Credincios în grad de Comandor „pentru slujirea cu cinste, evlavie și dragoste de oameni a cuvântului lui Dumnezeu”.